# SMS 힌덴부르크
SMS Hindenburg는 독일 제국 카이저마리네(제국 해군)의 순양전함으로, 약간 수정된 설계로 건조된 데어플링거급급의 세 번째 함선이다. 1913년 10월 용골이 놓여졌고 1915년 8월 진수되었다. 그녀는 8문의 30.5 cm (12 in) 함포를 같은 수량으로 탑재했지만, 더 멀리 발사할 수 있도록 개량된 포탑을 사용했다. 이 함선은 또한 두 척의 자매함보다 약간 더 크고 빨랐다. 그녀는 탄넨베르크 전투와 마주리 호수 전투의 승리자이자 1916년부터 독일군 최고 사령관이었던 야전원수 파울 폰 힌덴부르크를 기리기 위해 명명되었다. 제1차 세계 대전 발발 이후 자재 및 인력 부족, 손상된 함선 수리 필요성, 우선순위 변경 등으로 함선 건조가 지연되었다. 결과적으로 힌덴부르크는 전쟁 중 독일 해군을 위해 건조된 모든 유형의 마지막 주력함이었으며, 마침내 1917년 5월에 취역했다.
Hindenburg는 전쟁 말기에 취역하여 짧은 복무 기간을 가졌다. 이 함선은 1917년에서 1918년 사이에 제1정찰대의 기함으로서 몇 차례 짧은 함대 작전에 참여했지만, 영국군과의 주요 교전은 없었다. 전쟁 마지막 주에 계획된 함대의 마지막 출격은 주력함 승무원들이 반란을 일으키면서 무산되었다. 1918년 11월 독일의 패배 후, Hindenburg는 1918년 11월 스캐퍼플로에 있는 나머지 독일 순양전함들과 함께 억류되었다. 루트비히 폰 로이터 소장은 1919년 6월 21일 함선들을 자침시키도록 명령했고, Hindenburg는 마지막으로 침몰한 함선이었다. 그녀는 1930년에 인양되어 다음 2년 동안 고철로 해체되었다.

## 설계
데어플링거급은 1906년 독일 해군법의 일환으로 1911 회계연도에 승인되었으며, 설계 작업은 1910년 초에 시작되었다. 영국 해군이 순양전함에 34.3 cm (13.5 in) 함포를 설치하기 시작하자, 독일 해군 고위 장교들은 주포 구경을 28 cm (11 in)에서 30.5 cm (12 in)로 늘리는 것이 필요하다고 결론 내렸다. 비용이 너무 빨리 증가하는 것을 막기 위해 함포 수는 이전 자이들리츠에 비해 10문에서 8문으로 줄였지만, 보다 효율적인 등고선형 배열을 채택했다. 이 등급의 세 번째이자 마지막 함선인 힌덴부르크는 1913년 건조 프로그램에 배정되었다. 두 자매함과 대체로 동일했지만, 힌덴부르크는 몇 가지 점진적인 개선 사항을 통합했으며, 그 결과 증가된 배수량으로 동일한 속도를 유지하기 위해 약간 더 길어졌다.

### 특징

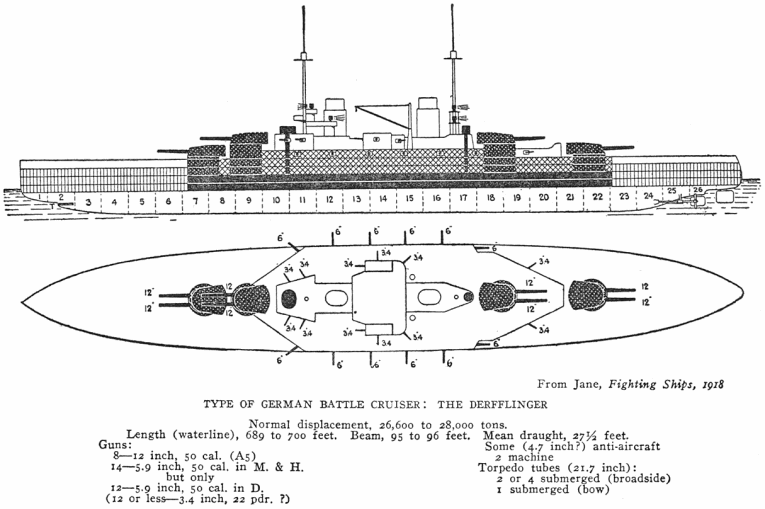
1919년 제인 전투함 연감에 실린 데어플링거급 순양전함 도면

힌덴부르크는 두 자매함보다 약간 더 길어 수선 길이 212.50 m (697 ft 2 in), 전장 212.80 m (698 ft 2 in)였다. 선폭은 29 m (95 ft 2 in)였고, 흘수는 전방 9.20 m (30 ft 2 in)에서 후방 9.57 m (31 ft 5 in) 사이였다. 힌덴부르크는 통상 26,947 미터톤 (26,521 롱톤)의 배수량을 가졌고, 만재시에는 최대 31,500 t (31,000 롱톤)였다. 승무원은 장교 44명과 병사 1,068명으로 구성되었으며, 제1정찰대의 기함으로 복무할 때는 추가로 장교 14명과 병사 62명이 탑승했다. 자매함과 달리 힌덴부르크는 전방에 삼각대형 돛대와 후방에 일반 폴 돛대를 갖추고 완성되었다. 이 함선은 후방 굴뚝 옆에 두 대의 수상기를 다루기 위한 데릭을 장착했다.
힌덴부르크는 네 세트의 증기 터빈으로 네 개의 스크루를 구동했으며, 증기는 14개의 석탄 연료 해군형 이중 보일러와 8개의 석유 연료 해군형 이중 보일러에서 공급되었다. 추진 시스템은 최대 속도 27 노트 (50 km/h; 31 mph)를 위해 72,000 미터마력 (71,000 shp)로 평가되었다. 1917년 취역 직후 실시된 속도 시험에서 힌덴부르크는 얕은 물에서 26.67 노트 (49.39 km/h; 30.69 mph)에 도달했으며, 깊은 물에서는 약 27.5 노트 (50.9 km/h; 31.6 mph)에 해당했다. 14 노트 (26 km/h; 16 mph)의 순항 속도로 그녀의 항속 거리는 6,100 해리 (11,300 km; 7,000 mi)였다.
Hindenburg의 주요 무장은 4개의 이중 포탑에 장착된 8문의 30.5 cm 함포로, 두 자매함과 동일했다. 그러나 포탑은 Drh LC/1913 마운트로, Derfflinger와 Lützow에 장착된 Drh LC/1912 유형 마운트의 개량형이었다. Hindenburg의 포실은 함포를 16°까지 올릴 수 있었고, 이전 모델의 13.5°와는 달랐다. 이는 Drh LC/1913 포탑에 장착된 함포에 구형 포탑보다 약 2,000 m (2,200 yd)의 사거리 이점을 제공했다. 그녀의 자매함인 Lützow처럼, 그녀는 12문의 15 cm 함포와 4문의 50 cm (19.7 in) 어뢰 발사관이 표준으로 장착된 Derfflinger 대신 14문의 15 cm (5.9 in) SK L/45 함포와 4문의 60 cm (23.6 in) 어뢰발사관으로 보조 무장을 갖추었다.
힌덴부르크는 함의 중앙 요새에서 탄약 탄약고와 추진 기관실을 보호하는 300 mm (11.8 in) 두께의 장갑 벨트로 보호되었다. 그녀의 갑판은 30 to 80 mm (1.2 to 3.1 in) 두께였으며, 더 두꺼운 장갑은 측면으로 경사져 벨트의 하단 가장자리에 연결되었다. 주포탑의 전면은 270 mm (10.6 in) 두께였다. 보조 포곽은 150 mm (5.9 in)의 장갑 보호를 받았다. 함장이 함선을 제어하는 전방 사령탑 (배)는 측면에 300 mm의 장갑판이 있었다.

## 함력

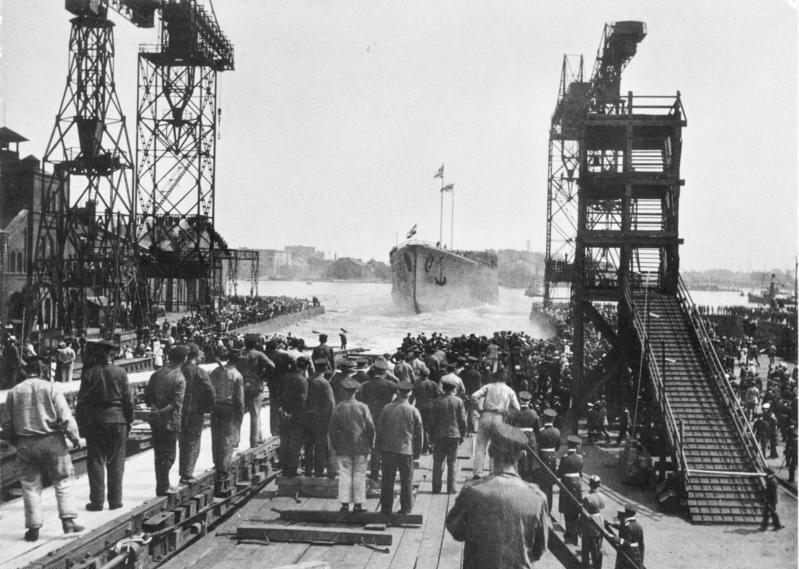
1915년 8월 1일 힌덴부르크 진수

빌헬름스하펜의 제국 조선소에서 건조된 힌덴부르크는 데어플링거급의 세 번째이자 마지막 함선이었다. 그녀의 자매함은 데어플링거와 뤼초프였다. 노후한 방호순양함 헤르타를 대체하기 위해 설계된 힌덴부르크의 용골은 1913년 6월 30일 잠정 명칭 "에르자츠 헤르타"로 놓여졌다. 1914년 7월 제1차 세계 대전이 발발한 후, 기존의 예비 함대 전함을 분쟁에 동원하기 위해 함선 건조 작업이 지연되었다. 힌덴부르크는 1915년 8월 1일 진수되었고 파울 폰 힌덴부르크 장군의 이름을 따서 명명되었지만, 전쟁 시기 건설 우선순위 변경으로 작업은 더디게 진행되었다. 그 이유는 자재 및 인력 부족, 기존 함선 수리 우선순위 지정 (이는 유틀란트 해전으로 크게 악화됨), 그리고 무제한 잠수함 작전 채택 결정으로 인한 수상 전투함에서 U보트 건설로 자원 재배정 등이 있었다. 그러나 대양함대는 순양전함이 부족했고, 특히 유틀란트 해전에서 뤼초프를 잃은 후에는 더욱 그러했기 때문에 힌덴부르크 건조는 계속되었다.
1917년 4월, 힌덴부르크는 인근 건선거를 빠져나오던 드레드노트급 전함 헬골란트 (1909년)에 가볍게 충돌했지만, 심각한 손상을 입지는 않았다. 새로운 순양전함은 5월 10일 마침내 취역, 제국 함대가 취역시킨 마지막 주력함이 되었다. 이 함선은 처음에는 요하네스 폰 카르프 해군 대령 (KzS—Kapitän zur See)의 지휘를 받았다. 당시에는 제1차 세계 대전에서 중요한 작전에 참여하기에는 너무 늦었다. 당시 영국 해군 정보부는 힌덴부르크가 1916년 6월 유틀란트 해전 이후 데어플링거를 수리하기 위해 부품이 제거되었기 때문에 취역이 늦어졌다고 오해했다. 힌덴부르크는 취역일부터 8월 20일까지 시운전을 실시했으며, 그 후 두 달 동안 초기 승무원 훈련을 위해 파견되었다. 10월 초, 힌덴부르크는 순양전함 자이들리츠, 데어플링거, 폰데르탄와 함께 메클렌부르크만을 순항한 후, 전함 바덴와 함께 어뢰 훈련을 실시했다.
힌덴부르크는 10월 25일 킬 (슐레스비히홀슈타인주)에서 빌헬름스하펜으로 항해했고, 다음날 완전 작전 가능 상태로 선언되었다. 다음 달, 한스 에베리우스 해군 대령이 카르프를 대신하여 함장이 되었다. 11월 4일부터 9일까지, 힌덴부르크는 독일의 방어 기뢰밭을 순찰하는 경량 함대를 지원하기 위해 독일만을 순찰했다. 11월 17일, 힌덴부르크와 몰트케는 제2정찰대의 경순양함들과 함께 독일 해안에서 독일 기뢰 제거함을 원거리에서 지원하고 있었는데, 이때 기뢰 제거함들이 영국 전함의 공격을 받았다. 영국 습격함에는 새로운 순양전함 리펄스, 코레이저스, 글로리어스가 포함되었다. 그러나 습격은 짧았고, 힌덴부르크와 몰트케가 현장에 도착할 무렵에는 영국 함선들이 공격을 중단하고 철수했다. 다음날, 힌덴부르크와 제1정찰대 나머지는 기뢰밭 입구를 표시하기 위해 설치된 부표를 제거하기 위해 어뢰정 그룹과 함께 다시 출항했다. 함선들은 임무를 완수하고 그날 저녁 아무런 사고 없이 항구로 돌아왔다.
11월 23일, 힌덴부르크는 프란츠 폰 히퍼의 지휘 아래 제1정찰대의 기함으로 자이들리츠를 대체했다. 이 기간 동안 히퍼는 함선에 거의 시간을 보내지 않고 경순양함 니오베에서 작전을 수행했는데, 이는 그가 독일만 방어 책임도 맡고 있었고, 힌덴부르크는 순찰할 필요가 없었기 때문이다. 히퍼는 제1정찰대 전체가 출항할 때만 지정된 기함으로 돌아왔다. 힌덴부르크는 12월 11일부터 13일까지 빌헬름스하펜의 부유식 건선거에 들어가 수리를 받았다. 이 함선은 다음으로 몰트케, 경순양함 엠덴, 그리고 두 척의 어뢰정과 함께 12월 21일부터 23일까지 만에서 순찰 임무를 수행했다. 1918년 1월 22일부터 23일까지 또 다른 순찰 임무가 이어졌다. 5일 후, 발터 힐데브란트 해군 대령이 함장으로 취임했다. 2월과 3월에도 비슷한 양상이 이어졌는데, 함선의 대부분의 시간은 순찰 임무에 사용되었고, 유지보수 및 개조를 위한 짧은 건선거 정비가 간간이 있었다.

### 1918년 4월 23일 진격
1917년 말, 대양함대의 경량 함선들은 노르웨이로 향하는 영국 호송선을 차단하기 시작했다. 10월 17일, 경순양함 브루머와 브렘제는 호송선단 중 하나를 요격하여 12척의 화물선 중 9척과 호위 구축함 메리 로즈 및 스트롱보우를 침몰시킨 후 독일로 돌아왔다. 12월 12일, 4척의 독일 구축함은 5척의 화물선과 2척의 영국 구축함으로 구성된 두 번째 영국 호송선단을 매복 공격했다. 5척의 수송선이 모두 침몰했으며, 구축함 중 한 척도 침몰했다. 이 두 차례의 습격 이후, 대함대의 사령관인 데이비드 비티 제독은 호송선을 보호하기 위해 전함 함대에서 전함을 분리했다. 독일 해군은 이제 전쟁 내내 기다려온 기회를 얻게 되었다. 수적으로 우세한 대함대의 일부가 분리되어 고립되어 파괴될 수 있었던 것이다. 히퍼는 작전을 계획했다. 제1정찰대의 순양전함들은 경순양함과 구축함과 함께 대형 호송선단 중 하나를 공격하고, 나머지 대양함대는 영국 드레드노트 전함 편대를 공격할 준비를 하고 대기하는 것이었다.
1918년 4월 23일 05:00, 힌덴부르크가 선두에 선 독일 함대는 쉴리히 정박지를 떠났다. 히퍼는 영국 정보기관이 무선 도청을 막기 위해 무선 전송을 최소화하도록 명령했다. 06:10, 독일 순양전함들은 베르겐 남서쪽 약 60 킬로미터 지점에 도달했을 때, 몰트케가 우현 내측 프로펠러를 잃었다. 물의 저항이 없자 프로펠러 없는 축이 점점 더 빠르게 회전했고, 결국 엔진 기어 중 하나가 부서져 날아갔다. 부서진 기계에서 튀어나온 파편이 여러 보일러를 손상시키고 선체에 구멍을 냈으며, 함선은 움직이지 못하게 되었다. 함선의 승무원들은 임시 수리를 실시하여 함선이 4 노트 (7.4 km/h; 4.6 mph)의 속도로 항해할 수 있게 했다. 그러나 전함 올덴부르크가 이 함선을 예인하기로 결정되었다. 이러한 차질에도 불구하고 히퍼는 북쪽으로 계속 나아갔다. 14:00까지 히퍼의 함대는 호송선단 경로를 여러 번 가로질렀지만 아무것도 찾지 못했다. 14:10, 히퍼는 함선을 남쪽으로 돌렸다. 18:37까지 독일 함대는 기지를 둘러싼 방어 기뢰밭으로 돌아왔다. 나중에 호송선단이 독일 계획팀이 예상했던 것보다 하루 늦게 항구를 떠났음이 밝혀졌다.

### 이후 작전

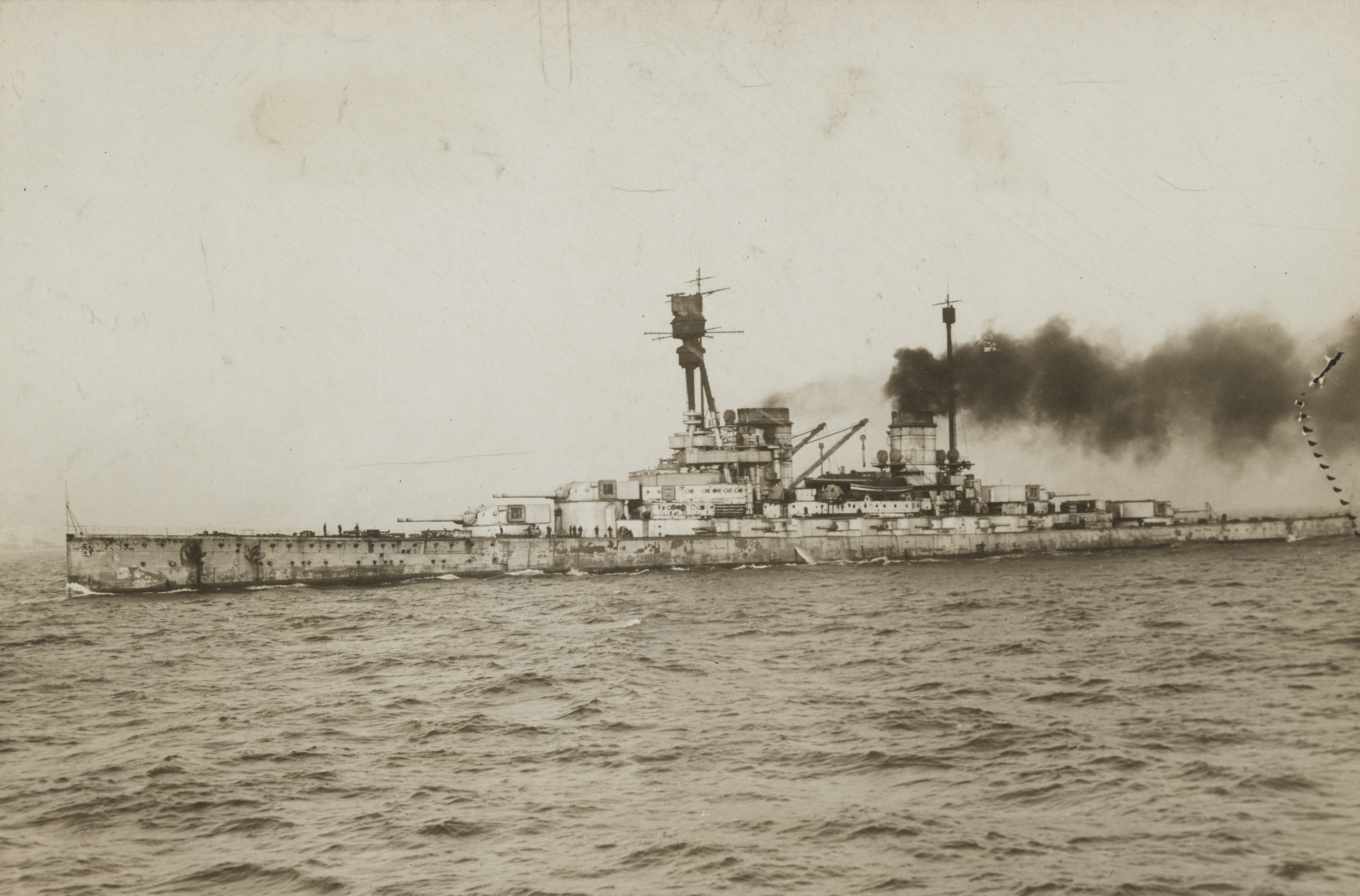
스캐퍼플로로 향하는 힌덴부르크

4월 27일, 힌덴부르크는 만에서 순찰 임무로 돌아왔다. 5월 10일에는 방어 기뢰밭 설치를 위한 엄호 작전이 이루어졌다. 5월 25일부터 29일까지 또 다른 기뢰 제거 순찰이 이어졌고, 힌덴부르크는 원거리 지원 부대에 포함되었다. 5월 30일, 순양전함들은 킬로 이동하여 6월 17일까지 훈련을 실시했다. 그 후 북해로 돌아와 만에서 순찰을 재개했다. 힌덴부르크, 자이들리츠, 그리고 제2정찰대의 순양함들은 7월 1일부터 2일까지 또 다른 기뢰 제거 작전을 엄호했다. 함선의 프로펠러 축 수리는 7월 8일부터 18일까지 진행되었다. 히퍼는 7월 29일 힌덴부르크로 돌아와 영국 기뢰밭을 통해 U보트의 경로를 개척하기 위한 주요 기뢰 제거 작전을 엄호했다. 함선들은 8월 1일 아침에 항구로 돌아왔다. 다음날 아침 함선들은 다시 출항하여 기뢰밭을 통한 경로를 완성했으며, 이는 다음 날까지 이어졌다. 남부 북해에 영국 해군력이 있다는 보고에 따라 힌덴부르크는 8월 11일 쉴리히 정박지로 항해하여 요격 준비를 했지만, 나중에 아무런 사고 없이 빌헬름스하펜으로 돌아왔다. 그날 저녁, 히퍼는 제독으로 진급하여 대양함대 전체의 지휘권을 부여받았다. 루트비히 폰 로이터 해군 소장이 히퍼를 대신하여 제1정찰대 사령관이 되었고, 다음날 힌덴부르크에 기를 게양했다.
8월 나머지 기간과 9월 내내 힌덴부르크는 정기 순찰 작전 외에도 헬골란트 연안에서 주야간 사격 훈련을 포함한 짧은 훈련을 실시했다. 9월 29일부터 10월 3일까지 짧은 정비 기간이 있었고, 그 후 힌덴부르크는 제1정찰대와 함께 작전을 재개했다. 순양전함 부대는 몰트케를 제외하고 10월 22일 다시 출항하여 기뢰 제거함을 엄호했으며, 이번에는 수상기모함 산타 엘레나가 제공한 정찰기의 지원을 받았다. 함선들은 다음날 항구로 돌아왔다.
힌덴부르크는 제1차 세계 대전이 끝나기 직전인 10월 말에 대양함대의 "최후의 출격"이라고 불릴 작전에 참여할 예정이었다. 대양함대의 주력은 빌헬름스하펜 기지에서 출격하여 대함대와 교전할 예정이었다. 라인하르트 셰어 제독은 함대에 어떤 대가를 치르더라도 영국 해군에 가능한 한 많은 피해를 입혀 독일의 협상력을 높일 의도였다. 이 계획에는 경순양함과 구축함이 플란데런과 템스 강 어귀의 선박에 동시에 두 차례 공격을 가하는 것이 포함되었고, 힌덴부르크와 다른 4척의 순양전함은 템스 공격을 지원할 예정이었다. 두 공격 후 함대는 네덜란드 해안에 집결하여 대함대와 전투를 벌일 예정이었다. 함대가 빌헬름스하펜에 집결하는 동안, 전쟁에 지친 수병들은 대거 탈영하기 시작했다. 폰데르탄과 데어플링거가 빌헬름스하펜의 내항과 정박지를 분리하는 갑문을 통과할 때, 두 함선에서 약 300명의 수병들이 갑판을 넘어 상륙하여 사라졌다.

스캐퍼플로에 정박한 힌덴부르크

1918년 10월 24일, 빌헬름스하펜에서 출항하라는 명령이 내려졌다. 10월 29일 밤부터 여러 전함의 수병들이 반란을 일으켰다. 제3전함전대 소속 함선 3척이 닻을 올리기를 거부했고, 전함 튀링겐와 헬골란트 함상에서는 사보타주 행위가 벌어졌다. 공개적인 반란에 직면하여 출항 명령은 취소되었고 계획된 작전은 포기되었다. 반란을 진압하기 위해 대양함대 전대는 분산되었다.

### 최후

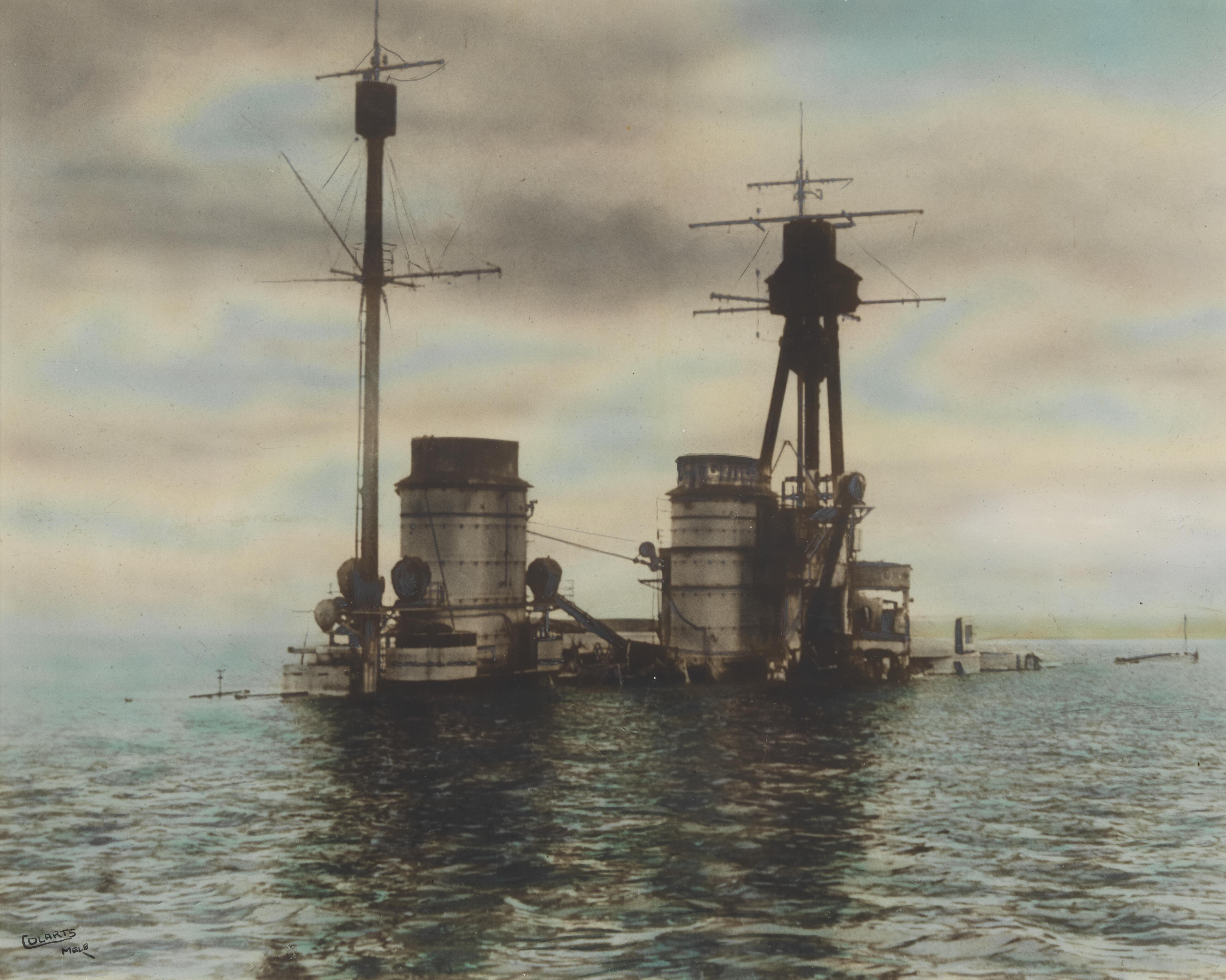
1919년 스코틀랜드 스캐퍼플로에서 자침한 독일 순양전함 힌덴부르크

제1차 세계 대전을 종결시킨 독일과 연합국 간의 휴전 협정 조건에 따라 독일 함대의 대부분은 스캐퍼플로에 억류될 예정이었다. 여기에는 힌덴부르크와 나머지 순양전함들도 포함되었다. 1918년 11월 21일, 억류될 함선들—주력함 14척, 경순양함 7척, 가장 현대적인 어뢰정 50척—이 독일 해역을 마지막으로 떠났다. 독일 함대가 떠나기 전, 아돌프 폰 트로타 제독은 억류될 함선들의 지휘를 맡은 로이터에게 어떤 상황에서도 연합국이 함선들을 점령하도록 허용해서는 안 된다고 명확히 밝혔다. 함대는 영국 경순양함 카디프와 합류하여 함선들을 스캐퍼플로까지 호위할 연합 함대로 이끌었다. 거대한 함대는 약 370척의 영국, 미국, 프랑스 전함으로 구성되었다.
함대는 11월 21일 처음 포스만에 정차한 후, 더 작은 그룹으로 스캐퍼플로로 보내졌다. 11월 24일, 힌덴부르크와 다른 순양전함들, 그리고 여러 구축함들이 이동하여 다음날 스캐퍼플로에 도착했다. 12월 3일부터 독일 상선들이 도착하여 함선들을 유지하는 데 필요한 최소 인원만 남기고 승무원 수를 서서히 줄여나갔다. 다음 주 반 동안 약 15,000명의 인원이 송환되었고, 5,000명 미만의 수병과 장교들이 최소 승무원으로 남았다. 이 기간 동안 힌덴부르크는 에리히 하이든 해군 소령 (코르벳 함장)의 지휘를 받았다.
함대는 결국 전쟁을 끝낸 조약을 체결한 베르사유 협상 기간 동안 억류되어 있었다. 타임스 사본은 로이터에게 휴전 협정이 1919년 6월 21일 정오에 만료될 예정이며, 이는 독일이 평화 조약에 서명해야 하는 기한임을 알려주었다. 로이터는 영국이 휴전 협정 만료 후 독일 함선들을 점령할 의도라고 결론 내렸다. 이를 막기 위해 그는 첫 번째 기회에 함선들을 자침시키기로 결정했다. 6월 21일 아침, 영국 함대는 훈련을 위해 스캐퍼플로를 떠났고, 11:20에 로이터는 함선들에게 명령을 전송했다. 힌덴부르크는 17:00에 마지막으로 침몰했다. 그녀의 함장은 승무원들이 쉽게 탈출할 수 있도록 함선이 수평으로 가라앉도록 의도적으로 조치했다.
영국은 처음에는 침몰한 잔해들을 그대로 두려고 했으나, 곧 항해에 방해가 될 것이라고 판단했다. 1920년에 정부는 인양 권리를 팔기 시작했고, 1924년 1월에는 Cox & Danks Shipbreaking Co.가 힌덴부르크를 포함한 여러 선박의 인양 권리를 사들였다. 몇 차례의 실패 끝에 그녀는 1930년 7월 23일 인양되었고, 그 해 말에 Metal Industries에 팔렸다. 함선은 그 후 로사이스로 예인되어 해체되었고, 8월 27일에 도착했다. 해체 작업은 1930년에서 1932년 사이에 진행되었다. 해군 역사가 한스 힐데브란트, 알베르트 뢰어, 한스-오토 슈타인메츠에 따르면, 함선의 종은 1936년 8월 17일 경순양함 HMS 넵튠을 타고 독일로 반환되었고, 나중에 중순양함 도이칠란트에 걸렸다고 한다. 그러나 에리히 그뢰너는 이에 동의하지 않으며, 종이 1959년 5월 28일 연방 해군에 증정되었다고 주장한다.

## 내용주

### 인용
1. ↑  Dodson, 91–92쪽.
2. ↑  Staff 2014, 284–285쪽.
3. 1 2 3 4 5  Gröner, 56–57쪽.
4. ↑  Staff 2014, 290쪽.
5. ↑  Staff 2014, 292쪽.
6. ↑  Gröner, 56쪽.
7. ↑  Campbell, 57쪽.
8. 1 2  Staff 2006, 36쪽.
9. ↑  Dodson, 8–9쪽.
10. 1 2 3  Gröner, 57쪽.
11. 1 2 3 4 5  Hildebrand, Röhr, & Steinmetz, 164–165쪽.
12. ↑  Campbell, 56쪽.
13. ↑  Hildebrand, Röhr, & Steinmetz, 165쪽.
14. 1 2  Staff 2014, 294쪽.
15. ↑  Staff 2014, 294–297쪽.
16. 1 2  Staff 2006, 42쪽.
17. ↑  Staff 2014, 297쪽.
18. ↑  Staff 2014, 299쪽.
19. 1 2  Hildebrand, Röhr, & Steinmetz, 164쪽.
20. 1 2  Massie, 747쪽.
21. ↑  Massie, 747–748쪽.
22. 1 2 3  Massie, 748쪽.
23. ↑  Staff 2006, 17쪽.
24. 1 2  Hildebrand, Röhr, & Steinmetz, 166쪽.
25. ↑  Staff 2014, 301–303쪽.
26. ↑  Staff 2014, 304–305쪽.
27. ↑  Tarrant, 280–281쪽.
28. ↑  Massie, 774쪽.
29. 1 2  Massie, 775쪽.
30. ↑  Tarrant, 281–282쪽.
31. ↑  Herwig, 254–256쪽.
32. ↑  Dodson & Cant, 13–14쪽.
33. ↑  Bennett, 307쪽.
34. 1 2  Herwig, 256쪽.
35. ↑  Van der Vat, 177쪽.
36. ↑  Dodson & Cant, 53쪽.
37. ↑  Dodson & Cant, 103쪽.

## 참고 문헌
- Bennett, Geoffrey (2005). 《Naval Battles of the First World War》. Barnsley: Pen & Sword Military Classics. ISBN 978-1-84415-300-8.
- Campbell, N. J. M. (1978). 《Battle Cruisers: The Design and Development of British and German Battlecruisers of the First World War Era》. Warship Special 1. Greenwich, England: Conway Maritime Press. ISBN 978-0-85177-130-4.
- Dodson, Aidan (2016). 《The Kaiser's Battlefleet: German Capital Ships 1871–1918》. Barnsley: Seaforth Publishing. ISBN 978-1-84832-229-5.
- Dodson, Aidan; Cant, Serena (2020). 《Spoils of War: The Fate of Enemy Fleets after the Two World Wars》. Barnsley: Seaforth Publishing. ISBN 978-1-5267-4198-1.
- Gröner, Erich (1990). 《German Warships: 1815–1945》. I: Major Surface Vessels. Annapolis: Naval Institute Press. ISBN 978-0-87021-790-6.
- Herwig, Holger (1998) [1980]. 《"Luxury" Fleet: The Imperial German Navy 1888–1918》. Amherst: Humanity Books. ISBN 978-1-57392-286-9.
- Hildebrand, Hans H.; Röhr, Albert; Steinmetz, Hans-Otto (1993). 《Die Deutschen Kriegsschiffe: Biographien – ein Spiegel der Marinegeschichte von 1815 bis zur Gegenwart》 [독일 전함: 전기 – 1815년부터 현재까지의 해군사 반영] (독일어) 4. Ratingen: Mundus Verlag. ISBN 978-3-8364-9743-5.
- Massie, Robert K. (2003). 《Castles of Steel: Britain, Germany, and the Winning of the Great War at Sea》. New York City: Ballantine Books. ISBN 978-0-345-40878-5.
- Staff, Gary (2006). 《German Battlecruisers: 1914–1918》. Oxford: Osprey Books. ISBN 978-1-84603-009-3.
- Staff, Gary (2014). 《German Battlecruisers of World War One: Their Design, Construction and Operations》. Barnsley: Seaforth Publishing. ISBN 978-1-84832-213-4.
- Tarrant, V. E. (2001) [1995]. 《Jutland: The German Perspective》. London: Cassell Military Paperbacks. ISBN 978-0-304-35848-9.
- Van der Vat, Dan (1986). 《The Grand Scuttle: The Sinking of the German Fleet at Scapa Flow in 1919》. Annapolis: Naval Institute Press. ISBN 978-0-87021-225-3.

## 같이 보기
- Breyer, Siegfried (1997). 《Die Kaiserliche Marine und ihre Großen Kreuzer》 [제국 해군과 그 대형 순양함] (독일어). Wölfersheim: Podzun-Pallas Verlag. ISBN 978-3-7909-0603-5.
- Campbell, N. J. M. (1978). 《Battle Cruisers》. Warship Special 1. Greenwich: Conway Maritime Press. ISBN 978-0-85177-130-4.
- Koop, Gerhard; Schmolke, Klaus-Peter (1998). 《Die Grossen Kreuzer Von der Tann bis Hindenburg》 [폰 데어 탄에서 힌덴부르크까지의 대형 순양함]. Bonn, Germany: Bernard & Graefe. ISBN 978-3-7637-5972-9.
- Wilkins, Harold T. (1930).  Windsor, H. H., 편집. “힌덴부르크 인양”. 《파퓰러 메카닉스》. 54권 (Chicago). 995–997쪽.

틀:데어플링거급 순양전함
틀:1919년 침몰선